# Emma Ahuena Taylor
Emma Ahuena Davison Taylor (Honolulu, 13 de novembro de 1867 - Honolulu, 8 de novembro de 1937) foi uma alta chefa havaiana parcialmente nativa durante o século XX. Ela era uma historiadora cultural, genealogista e um repositório da cultura e história havaiana que escreveu muitos artigos e lembranças sobre o passado e influenciou seu marido, Albert Pierce Taylor, autor do livro histórico Under Hawaiian Skies. Ela estava envolvida em grupos filantrópicos, históricos e cívicos locais e participou do movimento de sufrágio feminino no Território do Havaí, fazendo campanha pelos direitos das mulheres locais de votar antes da aprovação da Décima Nona Emenda.

## Primeiros anos
Emma Ahuena Davison nasceu em 13 de novembro de 1867, embora sua lápide diga que ela nasceu em 1866. Ela era a filha mais velha e a segunda filha do farmacêutico americano Benoni Richmond Davison - que se tornou o superintendente do United States Marine Hospital em Honolulu - e da chefe anglo-havaiana Mary Jane Kekulani Fayerweather. Por parte de mãe, ela era bisneta do capitão britânico George Charles Beckley e Ahia, um parente distante da casa reinante de Kamehameha. Os irmãos de Davison incluíam William Compton Malulani, Rose Compton, Henry Fayerweather e Marie Hope Kekulani. Seu pai morreu em 1875 e sua mãe mais tarde se casou com o fotógrafo A. A. Montano em 1877.
Davison frequentou a Escola de Priorado de Santo André em Honolulu, onde foi ensinada pelas irmandades da Igreja Anglicana do Havaí, fundada pelo Rei Kamehameha IV e pela Rainha Emma. Mais tarde, ela foi transferida para a Fort Street School e tornou-se companheira de jogos da princesa Kaʻiulani, sobrinha do rei Kalākaua. Começando em 1890, após terminar seus estudos, ela trabalhou como professora primária com sua irmã Rose na escola do governo em Mānoa Valley.
Ela se casou com Albert Pierce Taylor em 5 de novembro de 1902, na residência de sua mãe em Mānoa, tornando-se a segunda esposa de Taylor. Taylor, originalmente dos Estados Unidos, estabeleceu-se no Havaí e trabalhou para o The Pacific Commercial Advertiser e mais tarde tornou-se o bibliotecário dos Arquivos do Havaí. Ele também foi um escritor da história do Havaí, cujo trabalho mais notável é Under Hawaiian Skies. Eles não tinham filhos.